# Biến thái hoàn toàn

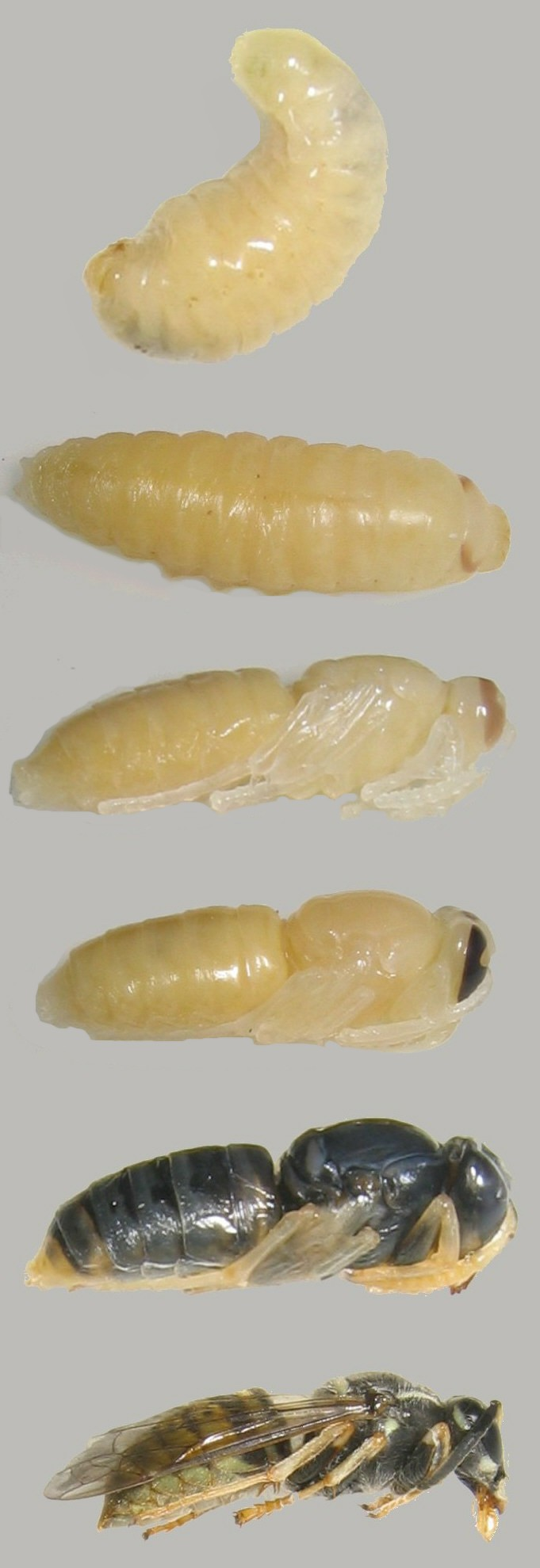
Biến thái hoàn toàn ở Hymenoptera

Biến thái hoàn toàn là quá trình biến đổi từ trứng sang con trưởng thành, bản chất của biến thái hoàn toàn là quá trình phát triển mà ấu trùng và con trưởng thành có khác biệt rất lớn về hình dạng, cấu tạo và đặc điểm sinh lí. 88% các loài côn trùng trong thiên nhiên đi qua giai đoạn biến thái hoàn toàn.

## Các giai đoạn

Chia làm hai giai đoạn chính: giai đoạn phôi (giai đoạn trứng) và giai đoạn hậu phôi (giai đoạn ấu trùng, giai đoạn nhộng và giai đoạn thành trùng).
- Giai đoạn trứng: Một con cái trưởng thành đẻ trứng (ở nơi điều kiện thuận lợi).
- Giai đoạn ấu trùng: Ấu trùng được nở ra từ trứng. Thông thường, ấu trùng có dạng sâu. Trong thời gian phát triển, ấu trùng lột xác vài lần và lớn lên một chút.
- Giai đoạn nhộng: Sau một khoảng thời gian, ấu trùng tạo kén và ẩn trong kén. Chúng không ăn khi ở trong kén, vì vậy chúng phải ăn thực vật trong giai đoạn là 1 ấu trùng để cung cấp đủ năng lượng cho sự biến thái thành trùng trưởng thành. Trong thời gian này, chúng phát triển thành con trưởng thành. Giai đoạn nhộng có thể kéo dài từ 4 ngày cho đến rất nhiều tháng.
- Giai đoạn thành trùng: Khi phát triển đã hoàn thiện, con trưởng thành chui ra khỏi kén.

Biến thái hoàn toàn có ở: bướm, ếch, muỗi, ruồi, bọ rùa,cánh cam...

## Hình ảnh

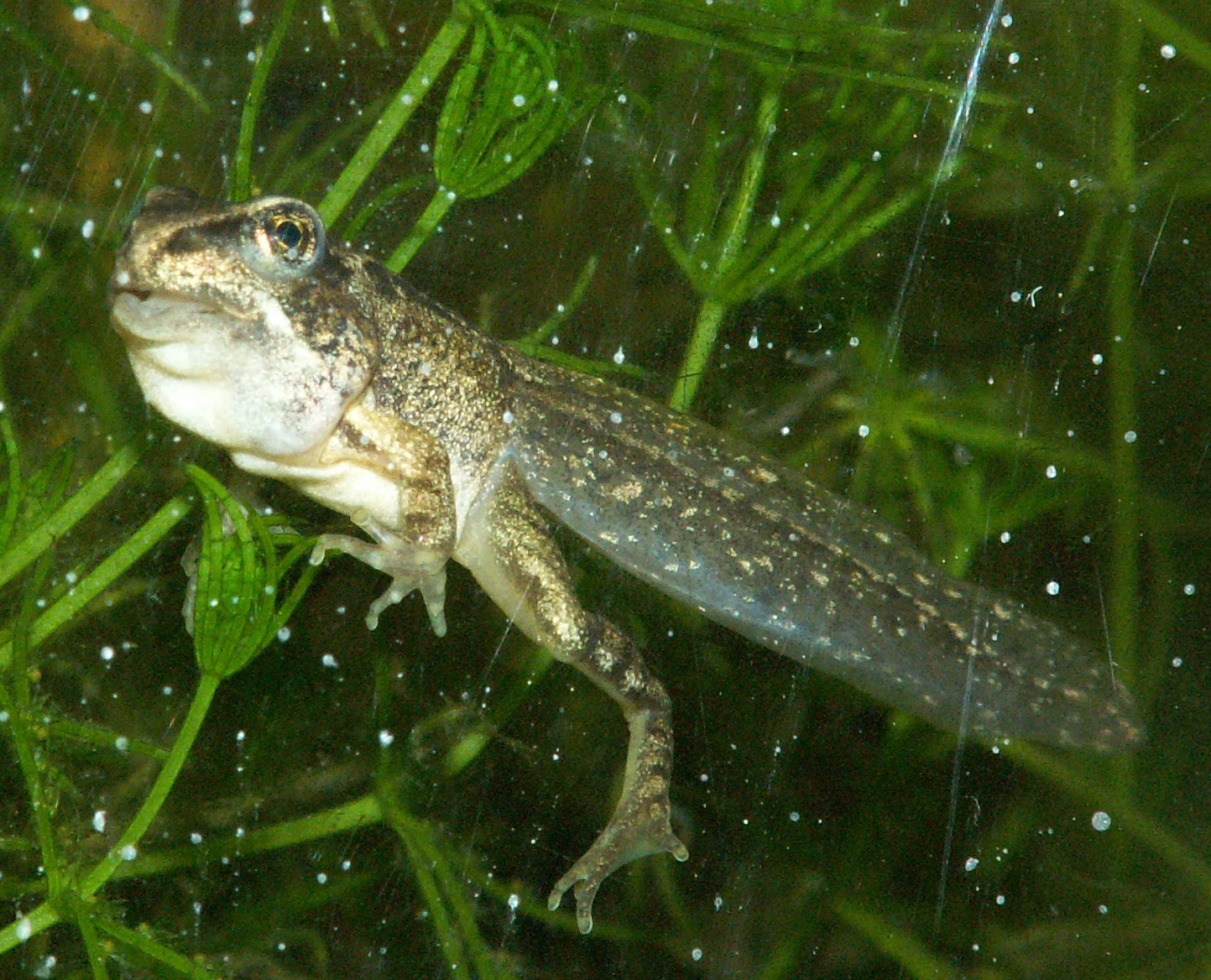
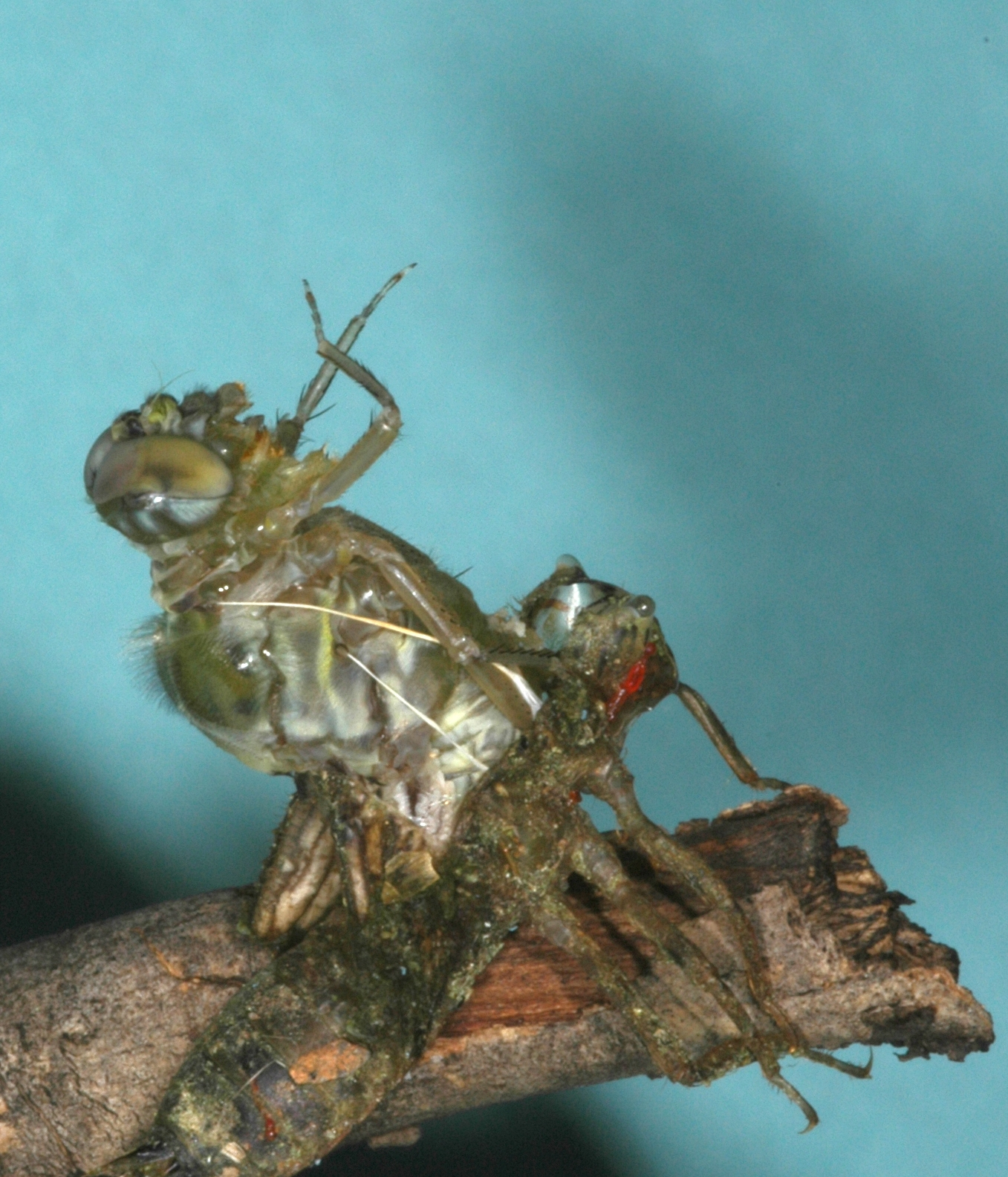
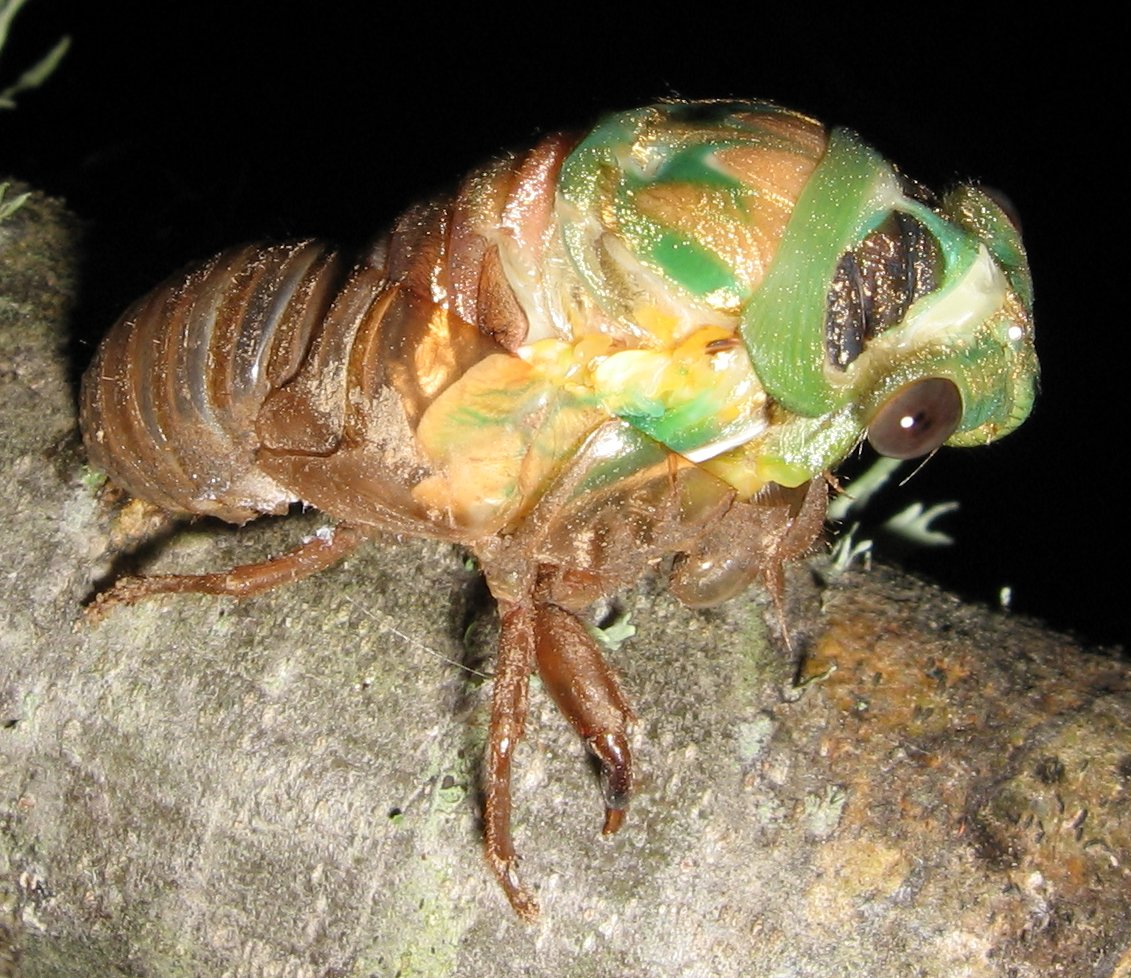